# Ле Ту, Себастьен
Себастье́н Ле Ту (фр. Sébastien Le Toux; 10 января 1984, Мон-Сен-Эньян, Франция) — французский футболист, выступавший на позициях нападающего и полузащитника.

## Карьера
Ле Ту — воспитанник клуба «Ренн».
Профессиональную карьеру начал в клубе «Лорьян» в Лиге 2.
В начале 2007 года Ле Ту подписал контракт с американским клубом «Сиэтл Саундерс» из Первого дивизиона USL. Получив разрешение на работу в США 5 мая 2007 года, за «Сиэтл Саундерс» дебютировал на следующий день в матче против «Портленд Тимберс», в котором вышел на замену вместо Грега Хауза на 64-й минуте. В матче против «Тимберс» 11 мая 2007 года забил свой первый гол за «Саундерс». По итогам сезона ЮСЛ-1 2007 с 10 голами совместно с Шарлем Беке стал лучшим бомбардиром, был признан самым ценным игроком и был включён в первую символическую сборную. В сезоне 2008 забил 14 голов, за что был включён во вторую символическую сборную ЮСЛ-1.
7 мая 2008 года Ле Ту был представлен в качестве первого игрока будущей франшизы MLS «Сиэтл Саундерс». Свой дебют в главной лиге США, 19 марта 2009 года в матче стартового тура сезона против «Нью-Йорк Ред Буллз», отметил голевой передачей. 10 мая 2009 года в матче против «Лос-Анджелес Гэлакси» забил свой первый гол в MLS.
«Филадельфия Юнион» выбрала Ле Ту на драфте расширения MLS 25 ноября 2009 года. 25 марта 2010 года он сыграл в матче стартового тура сезона против «Саундерс», ставшем для «Юнион» дебютом в MLS. 10 апреля 2010 года в матче против «Ди Си Юнайтед» забил свои первые голы за «Юнион», оформив хет-трик. Был отобран для участия в Матче всех звёзд MLS 2010, в котором команда звёзд лиги встретилась с английским «Манчестер Юнайтед». В августе 2010 года получил грин-карту и в MLS перестал считаться иностранным игроком. По итогам сезона 2010 забил 14 голов и отдал 11 голевых передач, поучаствовав в 71 % голов «Филадельфии», за что был включён в символическую сборную MLS. В течение сентября 2011 года забил семь голов в шести матчах, за что был назван игроком месяца в MLS.
В январе 2012 года проходил просмотр в английском «Болтон Уондерерс», но не подошёл клубу.
31 января 2012 года Ле Ту был продан в «Ванкувер Уайткэпс» за распределительные средства. Свой дебют за «Уайткэпс», 10 марта 2012 года в матче стартового тура сезона против «Монреаль Импакт», отметил голом, став автором первого гола в сезоне.
13 июля 2012 года Ле Ту был обменян в «Нью-Йорк Ред Буллз» на Дейна Ричардса и распределительные средства.
6 декабря 2012 года Ле Ту вернулся в «Филадельфию Юнион» в обмен на распределительные средства и Хосуэ Мартинеса. 2 марта 2013 года в матче открытия сезона против «Спортинга Канзас-Сити» во второй раз подряд забил первый гол сезона.
3 августа 2016 года Ле Ту был продан в «Колорадо Рэпидз» за общие распределительные средства.
24 января 2017 года Ле Ту на правах свободного агента присоединился к «Ди Си Юнайтед», подписав однолетний контракт. 17 августа контракт Ле Ту с «Ди Си Юнайтед» был расторгнут по взаимному согласию сторон.
7 мая 2018 года Себастьен Ле Ту объявил о завершении футбольной карьеры.

## Достижения
Командные
 «Сиэтл Саундерс» (USL)
- Чемпион Первого дивизиона USL[англ.]: 2007
- Победитель регулярного чемпионата Первого дивизиона USL[англ.]: 2007

 «Сиэтл Саундерс»
- Обладатель Открытого кубка США: 2009

Индивидуальные
- Лучший бомбардир Открытого кубка США: 2007 (5 голов), 2008 (5 голов)
- Лучший бомбардир Первого дивизиона USL[англ.]: 2007 (10 голов)
- Самый ценный игрок Первого дивизиона USL[англ.]: 2007
- Член символических сборных Первого дивизиона USL[англ.]: 2007 (первая), 2008 (вторая)
- Член символической сборной MLS: 2010
- Участник Матча всех звёзд MLS: 2010
- Обладатель индивидуальной награды фэйр-плей MLS: 2010, 2011
- Игрок месяца в MLS: сентябрь 2011